# Vida 3.0
Vida 3.0: Ser humano en la era de la inteligencia artificial es un libro del cosmólogo sueco-estadounidense Max Tegmark del MIT. Vida 3.0 trata sobre la inteligencia artificial (IA), su impacto en la vida terrestre y más. El libro discute sobre una variedad de implicaciones sociales, lo que puede hacerse para maximizar las posibilidades de un resultado positivo, los futuros potenciales de la humanidad, la tecnología y combinaciones de la misma.

## Resumen
El libro empieza por postular un escenario donde la IA ha superado la inteligencia humana y se ha vuelto la fuerza dominante de la sociedad. Tegmark conceptualiza tres tipos de "vida": La vida 1.0, compuesta por organismos incapaces de desarrollar cultura, como las bacterias, la vida 2.0, que puede aprender y adoptar códigos culturales, como los humanos, y la vida 3.0, que es la vida tecnológica. En palabras del autor;

Las tres etapas de la vida: evolución biológica, evolución cultural y evolución tecnológica. La vida 1.0 no puede rediseñar ni su software ni su hardware en todo el lapso de su existencia: ambas son determinadas por su ADN, y cambia solo a través de la evolución al cabo de muchas generaciones. En cambio, la vida 2.0 puede rediseñar gran parte de su software: los humanos pueden aprender nuevas habilidades complejas -por ejemplo, idiomas, deportes o profesiones- y cambiar fundamentalmente la manera en que ven el mundo y sus objetivos. La vida 3.0, que aún no existe en la Tierra, puede cambiar radicalmente su software y su hardware, sin necesidad de esperar a la sucesión de las generaciones.
The three stages of life: biological evolution, cultural evolution, and technological evolution. Life 1.0 is unable to redesign either its hardware or software during its lifetime: both are determined by its DNA and change only through evolution over many generations. In contrast, Life 2.0 can redesign much of its software: humans can learn complex new skills and can fundamentally update their worldview and goals. Life 3.0 which doesn’t get yet exist on Earth can dramatically redesign not only its software, but its hardware as well, rather than having to wait for it to gradually evolve over generations.
Max Tegmark

El libro se centra en esta última, y en tecnologías emergentes como la inteligencia artificial fuerte que algún día podría, además de ser capaz de aprender, rediseñar su propio hardware.
La primera parte del libro trata sobre los orígenes de la inteligencia hace miles de millones de años y cómo avanzará a futuro. Tegmark considera los efectos a corto plazo del desarrollo de la tecnología avanzada, como el desempleo tecnológico, el desarrollo de IAs con fines bélicos, y la búsqueda de una inteligencia artificial equiparable a la humana. El libro cita ejemplos como Deepmind y OpenAI, autos que se conducen solos, e inteligencias artificiales que pueden ganarle a los humanos en juegos como el ajedrez, el jeoparady y el go.
Tras repasar los problemas actuales de la IA, Tegmark considera una serie de posibles futuros protagonizados por máquinas inteligentes o por seres humanos. El quinto capítulo describe una serie de resultados potenciales que podrían producirse, como la alteración de las estructuras sociales, la integración de humanos y máquinas, y escenarios tanto positivos como negativos, como la IA amistosa o un apocalipsis tecnológico. Tegmark argumenta que los riesgos de la IA no provienen de la malevolencia o del comportamiento consciente en sí, sino de la falta de alineación de los objetivos de la IA con los de los humanos. Muchos de los objetivos del libro coinciden con los del Future of Life Institute, del que Tegmark es cofundador.
Los capítulos restantes exploran conceptos de física, objetivos sociales, consciencia y significado, e investigan qué puede hacer la sociedad para ayudar a crear un futuro deseable para humanidad.

## Recepción

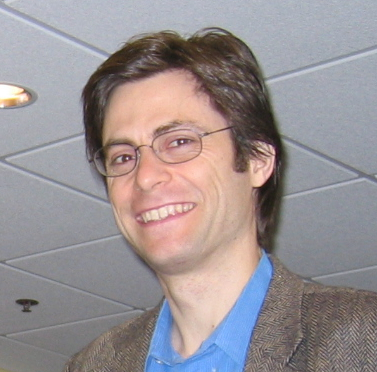
Profesor Max Tegmark, autor de Vida 3.0.

Según una crítica del libro por Kirkus Reviews, algunos de los escenarios o las soluciones en el libro son una exageración o un tanto proféticas: "Las soluciones de Tegmark para el inevitable desempleo masivo son una exageración." El investigador de inteligencia artificial Stuart J. Russell manifestó: "Es poco probable que esté en desacuerdo con la premisa de Vida 3.0. La vida, Tegmark argumenta, podrá o no podrá extenderse a través del Universo y florecer por miles de millones o billones de años debido a decisiones que hacemos ahora — una posibilidad tanto seductora como agobiante." Haym Hirsh, escribiendo para Science, lo llamó "un libro altamente legible que complementa la perspectiva económica de The Second Machine Age sobre las implicaciones a corto plazo de recientes logros en IA y el análisis más detallado de cómo podríamos llegar a AGI o incluso la IA superhumana de Superintelligence." The Telegraph lo llamó "una de las mejores revisiones de las discusiones sobre inteligencia artificial". The Christian Science Monitor manifestó "A pesar de que probablemente no es su intención, mucho de lo que Tegmark escribe tranquilamente aterrará a sus lectores." Publishers Weekly dio una crítica positiva, pero también declaró que el llamado de Tegmark en favor de investigaciones sobre cómo mantener el control sobre máquinas superinteligentes "resulta incómodo si tenemos en cuenta su creencia de que tales máquinas semejantes a Dios serán casi imposibles de desarrollar". Library Journal lo recomendó para los tecnólogos, pero afirmó que el libro no era para lectores casuales. The Wall Street Journal lo describió como "lúcido y atrapante". Sin embargo, advirtió a los lectores de que la controvertida idea de que la superinteligencia podría desbocarse tiene más credibilidad que hace unos años, pero sigue contando con la férrea oposición de muchos informáticos.
En lugar de respaldar un futuro concreto, el libro invita a los lectores a pensar en el futuro que les gustaría ver y a comentar sus ideas en su sitio web Future of Life. La reseña de The Wall Street Journal calificó esta actitud de noble pero ingenua, y criticó el sitio web de referencia por estar "repleto de material promocional del libro".
La edición de tapa dura estuvo en la lista general de los más vendidos del New York Times durante dos semanas, y entró en la lista de los más vendidos del New York Times en septiembre y octubre de 2017.
El presidente Barack Obama incluyó el libro en su lista "lo mejor de 2018".
El magnate de los negocios Elon Musk (que anteriormente había respaldado la tesis de que, en algunos escenarios, la IA avanzada podría poner en peligro la supervivencia humana) recomendó Life 3.0 como "digno de leer".